# 1918 في سويسرا
فيما يلي قوائم الأحداث التي وقعت خلال عام 1918 في سويسرا.

## سياسة

### تعيين في المنصب
- 19 نوفمبر – روزيكا شويمر ambassador of Hungary to Switzerland ‏.

## مواليد

### يناير
- 10 يناير – ريس يوست

### مارس
- 28 مارس – موريس مولر

### أبريل
- 6 أبريل – هانس هورليمان

### أغسطس
- 16 أغسطس – هانس فالك فنان سويسري.
- 24 أغسطس – هانس برونر

### سبتمبر
- 21 سبتمبر – مارجريت كونراد مغنية سويسرية.

## وفيات

### يناير
- 1 يناير – ألفرد ميخائيل كوش (مواليد 1894) طيار مقاتل سويسري.
- 1 يناير – دانيال هغ (مواليد 1884) لاعب كرة قدم سويسري.
- 1 يناير – لودفيج جورج كورفوازييه (مواليد 1843)

### أكتوبر
- 3 أكتوبر – آن كسمير بيراموس دو كندول (مواليد 1836) عالم نبات سويسري.

### نوفمبر
- 4 نوفمبر – باول تشارلز دوبويس (مواليد 1848)

### ديسمبر
- 12 ديسمبر – كارلو سوترمايستر (مواليد 1847) مهندس سويسري.